# Gipnoz
Gipnoz (Гипноз) è un film del 2020 diretto da Valerij Todorovskij.

## Trama
Un giovane di nome Miša va alle sessioni di ipnosi con la speranza di sbarazzarsi del sonnambulismo, ma alla fine smette di distinguere tra realtà e illusione.